# Antonio Simonetta

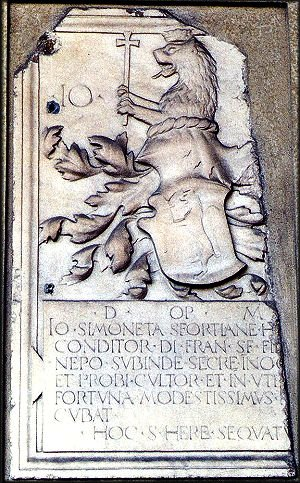
Stemma della famiglia Simonetta

Antonio Simonetta (... – 27 febbraio 1759) è stato un nobile italiano.

## Biografia
Era figlio di Giuseppe Simonetta (?-1779).
Ultimo membro della stirpe Simonetta, fu ciambellano degli Asburgo in Milano.
Nel 1744, commissionò al pittore Bernardo Bellotto le due celebri vedute dei borghi di Vaprio d'Adda e Canonica d'Adda.

## Discendenza
Sposò nel 1724 Teresa Castelbarco, figlia del diplomatico austriaco Scipione Giuseppe Castelbarco e di Costanza Visconti. 
Alla morte di Antonio, i beni della famiglia passarono in eredità alla figlia Francesca Simonetta (?-1796),  sposata al cugino Cesare Ercole Castelbarco dal 1749.